# Chisako Kakehi
Chisako Kakehi (sinh ngày 28 tháng 11 năm 1946 – 26 tháng 12 năm 2024) là một nữ sát nhân hàng loạt người Nhật Bản, bị kết án tử hình vì tội giết ba người đàn ông, bao gồm cả chồng, và âm mưu giết người thứ tư. Bà cũng bị nghi ngờ chịu trách nhiệm cho ít nhất bảy cái chết khác.
Kakehi bị bắt vào năm 2014, sau khi khám nghiệm tử thi người chồng thứ tư, Isao Kakehi, cho thấy dấu hiệu bị ngộ độc cyanide.
Ban đầu bà chối tội nhưng trong phiên tòa xét xử năm 2017, bà thú nhận, tuyên bố trước nhân chứng rằng bà không có ý định che giấu tội lỗi và muốn giết chồng vì hận thù; hai ngày sau, bà rút lại lời thú tội này, khẳng định không nhớ đã nói điều đó. Các luật sư lập luận có thể bà bị chứng suy giảm trí nhớ và không thể bị kết án do trách nhiệm được giảm nhẹ.
Vào tháng 6 năm 2021, Tòa án Tối cao Nhật Bản đã bác đơn kháng cáo cuối cùng của bà. Một trong những thẩm phán giải thích quyết định dựa trên "tội ác tàn nhẫn của Chisako dựa trên một ý định giết người có kế hoạch và mạnh mẽ."